# Seznam dílů seriálu Přátelé
Toto je seznam dílů seriálu Přátelé. Americký sitcom Přátelé (Friends) uváděla v letech 1994–2004 televizní stanice NBC. Celkem vzniklo 10 řad seriálu s celkem 236 díly. Česky jej premiérově uváděla Česká televize.

## Přehled řad
| Řada | Díly | Premiéra v USA | Premiéra v USA  | Premiéra v ČR     | Premiéra v ČR     |
| Řada | Díly | První díl      | Poslední díl    | První díl         | Poslední díl      |
| ---- | ---- | -------------- | --------------- | ----------------- | ----------------- |
| 1    | 24   | 22. září 1994  | 18. května 1995 | 4. ledna 1997     | 14. června 1997   |
| 2    | 24   | 21. září 1995  | 16. května 1996 | 12. ledna 1998    | 22. června 1998   |
| 3    | 25   | 19. září 1996  | 15. května 1997 | 1. září 1998      | 16. února 1999    |
| 4    | 24   | 25. září 1997  | 7. května 1998  | 23. února 1999    | 3. srpna 1999     |
| 5    | 24   | 24. září 1998  | 20. května 1999 | 10. srpna 1999    | 18. ledna 2000    |
| 6    | 25   | 23. září 1999  | 18. května 2000 | 9. ledna 2001     | 10. července 2001 |
| 7    | 24   | 12. října 2000 | 17. května 2001 | 17. července 2001 | 15. ledna 2002    |
| 8    | 24   | 27. září 2001  | 16. května 2002 | 7. ledna 2003     | 17. června 2003   |
| 9    | 24   | 26. září 2002  | 15. května 2003 | 9. září 2003      | 24. února 2004    |
| 10   | 18   | 25. září 2003  | 6. května 2004  | 8. září 2004      | 29. prosince 2004 |

## Díly

### První řada (1994–1995)
| Č. v seriálu | Č. v řadě | Původní název                                                                           | Český název            | Režie           | Scénář                                                                     | Premiéra v USA     | Premiéra v ČR   | Produkční kód |
| ------------ | --------- | --------------------------------------------------------------------------------------- | ---------------------- | --------------- | -------------------------------------------------------------------------- | ------------------ | --------------- | ------------- |
| 1            | 1         | The Pilot The One Where Monica Gets a Roommate The One Where It All Began The First One | Zrušená svatba         | James Burrows   | David Crane a Marta Kauffman                                               | 22. září 1994      | 4. ledna 1997   | 456650        |
| 2            | 2         | The One with the Sonogram at the End                                                    | Složité vztahy         | James Burrows   | David Crane a Marta Kauffman                                               | 29. září 1994      | 18. ledna 1997  | 456652        |
| 3            | 3         | The One with the Thumb                                                                  | Konečně ten pravý      | James Burrows   | Jeffrey Astrof a Mike Sikowitz                                             | 6. října 1994      | 11. ledna 1997  | 456651        |
| 4            | 4         | The One with George Stephanopoulos                                                      | Náplast na smutek      | James Burrows   | Alexa Junge                                                                | 13. října 1994     | 1. února 1997   | 456654        |
| 5            | 5         | The One with the East German Laundry Detergent                                          | Praní špinavého prádla | Pamela Fryman   | Jeff Greenstein a Jeff Strauss                                             | 20. října 1994     | 25. ledna 1997  | 456653        |
| 6            | 6         | The One with the Butt                                                                   | Životní šance          | Arlene Sanford  | Adam Chase a Ira Ungerleider                                               | 27. října 1994     | 8. února 1997   | 456655        |
| 7            | 7         | The One with the Blackout                                                               | Bez proudu             | James Burrows   | Jeffrey Astrof a Mike Sikowitz                                             | 3. listopadu 1994  | 15. února 1997  | 456656        |
| 8            | 8         | The One Where Nana Dies Twice                                                           | Loučení s babičkou     | James Burrows   | Marta Kauffman a David Crane                                               | 10. listopadu 1994 | 22. února 1997  | 456657        |
| 9            | 9         | The One Where Underdog Gets Away                                                        | Oběť reklamy           | James Burrows   | Jeff Greenstein a Jeff Strauss                                             | 17. listopadu 1994 | 8. března 1997  | 456659        |
| 10           | 10        | The One with the Monkey                                                                 | Opička                 | Peter Bonerz    | Adam Chase a Ira Ungerleider                                               | 15. prosince 1994  | 22. března 1997 | 456661        |
| 11           | 11        | The One with Mrs. Bing                                                                  | Paní Bingová           | James Burrows   | Alexa Junge                                                                | 5. ledna 1995      | 15. března 1997 | 456660        |
| 12           | 12        | The One with the Dozen Lasagnas                                                         | Holka nebo kluk?       | Paul Lazarus    | Jeffrey Astrof, Mike Sikowitz, Adam Chase a Ira Ungerleider                | 12. ledna 1995     | 1. března 1997  | 456658        |
| 13           | 13        | The One with the Boobies                                                                | Bobule                 | Alan Myerson    | Alexa Junge                                                                | 19. ledna 1995     | 12. dubna 1997  | 456664        |
| 14           | 14        | The One with the Candy Hearts                                                           | Na Svatého Valentýna   | James Burrows   | Bill Lawrence                                                              | 9. února 1995      | 3. května 1997  | 456667        |
| 15           | 15        | The One with the Stoned Guy                                                             | Večeře                 | Alan Myerson    | Jeff Greenstein a Jeff Strauss                                             | 16. února 1995     | 5. dubna 1997   | 456663        |
| 16           | 16        | The One with Two Parts (Part 1)                                                         | Dvojčata               | Michael Lembeck | Marta Kauffman a David Crane                                               | 23. února 1995     | 19. dubna 1997  | 456665        |
| 17           | 17        | The One with Two Parts (Part 2)                                                         | Správná rozhodnutí     | Michael Lembeck | Marta Kauffman a David Crane                                               | 23. února 1995     | 26. dubna 1997  | 456666        |
| 18           | 18        | The One with All the Poker                                                              | Hráči pokeru           | James Burrows   | Jeffrey Astrof a Mike Sikowitz                                             | 2. března 1995     | 29. března 1997 | 456662        |
| 19           | 19        | The One Where the Monkey Gets Away                                                      | Hledá se opičák        | Peter Bonerz    | Jeffrey Astrof a Mike Sikowitz                                             | 9. března 1995     | 10. května 1997 | 456668        |
| 20           | 20        | The One with the Evil Orthodontist                                                      | Zubařům nevěřte        | Peter Bonerz    | Doty Abrams                                                                | 6. dubna 1995      | 17. května 1997 | 456669        |
| 21           | 21        | The One with the Fake Monica                                                            | Falešná Monica         | Gail Mancuso    | Adam Chase a Ira Ungerleider                                               | 27. dubna 1995     | 31. května 1997 | 456671        |
| 22           | 22        | The One with the Ick Factor                                                             | Sny o milencích        | Robby Benson    | Alexa Junge                                                                | 4. května 1995     | 24. května 1997 | 456670        |
| 23           | 23        | The One with the Birth                                                                  | Narodil se kluk        | James Burrows   | námět: David Crane a Marta Kauffman scénář: Jeff Greenstein a Jeff Strauss | 11. května 1995    | 14. června 1997 | 456672        |
| 24           | 24        | The One Where Rachel Finds Out                                                          | Rossovy námluvy        | Kevin S. Bright | Chris Brown                                                                | 18. května 1995    | 7. června 1997  | 456673        |

### Druhá řada (1995–1996)
| Č. v seriálu | Č. v řadě | Původní název                            | Český název                   | Režie            | Scénář                                                       | Premiéra v USA     | Premiéra v ČR   | Produkční kód |
| ------------ | --------- | ---------------------------------------- | ----------------------------- | ---------------- | ------------------------------------------------------------ | ------------------ | --------------- | ------------- |
| 25           | 1         | The One with Ross's New Girlfriend       | Rossova nová přítelkyně       | Michael Lembeck  | Jeffrey Astrof a Mike Sikowitz                               | 21. září 1995      | 12. ledna 1998  | 457301        |
| 26           | 2         | The One with the Breast Milk             | Mateřské mléko                | Michael Lembeck  | Adam Chase a Ira Ungerleider                                 | 28. září 1995      | 19. ledna 1998  | 457302        |
| 27           | 3         | The One Where Heckles Dies               | Hlavně nebýt sám              | Kevin S. Bright  | Michael Curtis a Gregory S. Malins                           | 5. října 1995      | 26. ledna 1998  | 457303        |
| 28           | 4         | The One with Phoebe's Husband            | Phoebin manžel                | Gail Mancuso     | Alexa Junge                                                  | 12. října 1995     | 2. února 1998   | 457305        |
| 29           | 5         | The One with Five Steaks and an Eggplant | Peníze až na prvním místě     | Ellen Gittelsohn | Chris Brown                                                  | 19. října 1995     | 9. února 1998   | 457304        |
| 30           | 6         | The One with the Baby on the Bus         | Alergická reakce              | Gail Mancuso     | Betsy Borns                                                  | 2. listopadu 1995  | 16. února 1998  | 457306        |
| 31           | 7         | The One Where Ross Finds Out             | Rossovo odhalení              | Peter Bonerz     | Michael Borkow                                               | 9. listopadu 1995  | 23. února 1998  | 457307        |
| 32           | 8         | The One with the List                    | Rossův seznam                 | Mary Kay Place   | David Crane a Marta Kauffman                                 | 16. listopadu 1995 | 2. března 1998  | 457308        |
| 33           | 9         | The One with Phoebe's Dad                | Phoebin táta                  | Kevin S. Bright  | Jeffrey Astrof a Mike Sikowitz                               | 14. prosince 1995  | 9. března 1998  | 457309        |
| 34           | 10        | The One with Russ                        | Ten druhý                     | Thomas Schlamme  | Ira Ungerleider                                              | 4. ledna 1996      | 16. března 1998 | 457311        |
| 35           | 11        | The One with the Lesbian Wedding         | Neočekávaná svatba            | Thomas Schlamme  | Doty Abrams                                                  | 18. ledna 1996     | 23. března 1998 | 457312        |
| 36           | 12        | The One After the Superbowl (Part 1)     | Joeyho ctitelka               | Michael Lembeck  | Jeffrey Astrof a Mike Sikowitz                               | 28. ledna 1996     | 30. března 1998 | 457313        |
| 37           | 13        | The One After the Superbowl (Part 2)     | Rande s Van Dammem            | Michael Lembeck  | Michael Borkow                                               | 28. ledna 1996     | 6. dubna 1998   | 457314        |
| 38           | 14        | The One with the Prom Video              | Domácí video                  | James Burrows    | Alexa Junge                                                  | 1. února 1996      | 13. dubna 1998  | 457310        |
| 39           | 15        | The One Where Ross and Rachel...You Know | První rande                   | Michael Lembeck  | Michael Curtis a Gregory S. Malins                           | 8. února 1996      | 20. dubna 1998  | 457315        |
| 40           | 16        | The One Where Joey Moves Out             | Joey se stěhuje               | Michael Lembeck  | Betsy Borns                                                  | 15. února 1996     | 27. dubna 1998  | 457316        |
| 41           | 17        | The One Where Eddie Moves In             | Nový spolubydlící             | Michael Lembeck  | Adam Chase                                                   | 22. února 1996     | 4. května 1998  | 457317        |
| 42           | 18        | The One Where Dr. Ramoray Dies           | Hodina pravdy                 | Michael Lembeck  | námět: Alexa Junge scénář: Michael Borkow                    | 21. března 1996    | 11. května 1998 | 457318        |
| 43           | 19        | The One Where Eddie Won't Go             | Jak se Eddie nechtěl stěhovat | Michael Lembeck  | Michael Curtis a Gregory S. Malins                           | 28. března 1996    | 18. května 1998 | 457319        |
| 44           | 20        | The One Where Old Yeller Dies            | Věrný rek                     | Michael Lembeck  | námět: Michael Curtis a Gregory S. Malins scénář: Adam Chase | 4. dubna 1996      | 25. května 1998 | 457320        |
| 45           | 21        | The One with the Bullies                 | Frajeři                       | Michael Lembeck  | Brian Buckner a Sebastian Jones                              | 25. dubna 1996     | 1. června 1998  | 457321        |
| 46           | 22        | The One with the Two Parties             | Dva večírky                   | Michael Lembeck  | Alexa Junge                                                  | 2. května 1996     | 8. června 1998  | 457322        |
| 47           | 23        | The One with the Chicken Pox             | Plané neštovice               | Michael Lembeck  | Brown Mandell                                                | 9. května 1996     | 15. června 1998 | 457324        |
| 48           | 24        | The One with Barry and Mindy's Wedding   | Svatba                        | Michael Lembeck  | námět: Ira Ungerleider scénář: Brown Mandell                 | 16. května 1996    | 22. června 1998 | 457323        |

### Třetí řada (1996–1997)
| Č. v seriálu | Č. v řadě | Původní název                                      | Český název                                         | Režie           | Scénář                                                                              | Premiéra v USA     | Premiéra v ČR      | Produkční kód |
| ------------ | --------- | -------------------------------------------------- | --------------------------------------------------- | --------------- | ----------------------------------------------------------------------------------- | ------------------ | ------------------ | ------------- |
| 49           | 1         | The One with the Princess Leia Fantasy             | Rossovy představy                                   | Gail Mancuso    | Michael Curtis a Gregory S. Malins                                                  | 19. září 1996      | 1. září 1998       | 465251        |
| 50           | 2         | The One Where No One's Ready                       | Rossovo utrpení                                     | Gail Mancuso    | Ira Ungerleider                                                                     | 26. září 1996      | 8. září 1998       | 465252        |
| 51           | 3         | The One with the Jam                               | Monica zavařuje                                     | Kevin S. Bright | Wil Calhoun                                                                         | 3. října 1996      | 15. září 1998      | 465253        |
| 52           | 4         | The One with the Metaphorical Tunnel               | Chandlerův tunel                                    | Steve Zuckerman | Alexa Junge                                                                         | 10. října 1996     | 22. září 1998      | 465254        |
| 53           | 5         | The One with Frank Jr.                             | Bratrská láska                                      | Steve Zuckerman | Shana Goldberg-Meehan a Scott Silveri                                               | 17. října 1996     | 29. září 1998      | 465255        |
| 54           | 6         | The One with the Flashback                         | Vzpomínky                                           | Peter Bonerz    | David Crane a Marta Kauffman                                                        | 31. října 1996     | 6. října 1998      | 465256        |
| 55           | 7         | The One with the Race Car Bed                      | Učitel herectví                                     | Gail Mancuso    | Seth Kurland                                                                        | 7. listopadu 1996  | 13. října 1998     | 465257        |
| 56           | 8         | The One with the Giant Poking Device               | Osudová                                             | Gail Mancuso    | Adam Chase                                                                          | 14. listopadu 1996 | 20. října 1998     | 465258        |
| 57           | 9         | The One with the Football                          | Fotbal                                              | Kevin S. Bright | Ira Ungerleider                                                                     | 21. listopadu 1996 | 27. října 1998     | 465259        |
| 58           | 10        | The One Where Rachel Quits                         | Rachel dává výpověď                                 | Terry Hughes    | Gregory S. Malins a Michael Curtis                                                  | 12. prosince 1996  | 3. listopadu 1998  | 465260        |
| 59           | 11        | The One Where Chandler Can't Remember Which Sister | Chandler si nemůže vzpomenout, která sestra to byla | Terry Hughes    | Alexa Junge                                                                         | 9. ledna 1997      | 10. listopadu 1998 | 465261        |
| 60           | 12        | The One with All the Jealousy                      | Žárlivost                                           | Robby Benson    | Doty Abrams                                                                         | 16. ledna 1997     | 17. listopadu 1998 | 465262        |
| 61           | 13        | The One Where Monica and Richard are Just Friends  | Jak spolu Monica s Richardem kamarádili             | Robby Benson    | Michael Borkow                                                                      | 30. ledna 1997     | 24. listopadu 1998 | 465265        |
| 62           | 14        | The One with Phoebe's Ex-Partner                   | Phoebina bývalá parťačka                            | Robby Benson    | Wil Calhoun                                                                         | 6. února 1997      | 1. prosince 1998   | 465266        |
| 63           | 15        | The One Where Ross and Rachel Take a Break         | Jak se Ross a Rachel rozcházeli                     | James Burrows   | Michael Borkow                                                                      | 13. února 1997     | 8. prosince 1998   | 465263        |
| 64           | 16        | The One the Morning After                          | Den poté                                            | James Burrows   | David Crane a Marta Kauffman                                                        | 20. února 1997     | 15. prosince 1998  | 465264        |
| 65           | 17        | The One Without the Ski Trip                       | Jak nedojeli na lyže                                | Sam Simon       | Shana Goldberg-Meehan a Scott Silveri                                               | 6. března 1997     | 22. prosince 1998  | 465267        |
| 66           | 18        | The One with the Hypnosis Tape                     | Hypnotická kúra                                     | Robby Benson    | Seth Kurland                                                                        | 13. března 1997    | 29. prosince 1998  | 465269        |
| 67           | 19        | The One with the Tiny T-Shirt                      | Těsné tričko                                        | Terry Hughes    | Adam Chase                                                                          | 27. března 1997    | 5. ledna 1999      | 465268        |
| 68           | 20        | The One with the Dollhouse                         | Domeček pro panenky                                 | Terry Hughes    | Wil Calhoun                                                                         | 10. dubna 1997     | 12. ledna 1999     | 465270        |
| 69           | 21        | The One with a Chick and a Duck                    | Kuře a kachna                                       | Michael Lembeck | Chris Brown                                                                         | 17. dubna 1997     | 19. ledna 1999     | 465271        |
| 70           | 22        | The One with the Screamer                          | Cholerik                                            | Peter Bonerz    | Shana Goldberg-Meehan a Scott Silveri                                               | 24. dubna 1997     | 26. ledna 1999     | 465272        |
| 71           | 23        | The One with Ross's Thing                          | Rossův problém                                      | Shelley Jensen  | Ted Cohen a Andrew Reich                                                            | 1. května 1997     | 2. února 1999      | 465274        |
| 72           | 24        | The One with the Ultimate Fighting Champion        | Největší šampion                                    | Robby Benson    | námět: Pang-Ni Landrum a Mark Kunerth scénář: Shana Goldberg-Meehan a Scott Silveri | 8. května 1997     | 9. února 1999      | 465273        |
| 73           | 25        | The One at the Beach                               | Víkend u moře                                       | Pamela Fryman   | námět: Pang-Ni Landrum a Mark Kunerth scénář: Adam Chase                            | 15. května 1997    | 16. února 1999     | 465275        |

### Čtvrtá řada (1997–1998)
| Č. v seriálu | Č. v řadě | Původní název                           | Český název                      | Režie               | Scénář                                                                        | Premiéra v USA     | Premiéra v ČR     | Produkční kód |
| ------------ | --------- | --------------------------------------- | -------------------------------- | ------------------- | ----------------------------------------------------------------------------- | ------------------ | ----------------- | ------------- |
| 74           | 1         | The One with the Jellyfish              | Příběh medúzy                    | Shelley Jensen      | Wil Calhoun                                                                   | 25. září 1997      | 23. února 1999    | 466601        |
| 75           | 2         | The One with the Cat                    | Případ zatoulané kočky           | Shelley Jensen      | Jill Condon a Amy Toomin                                                      | 2. října 1997      | 2. března 1999    | 466602        |
| 76           | 3         | The One with the Cuffs                  | Upoutaný Chandler                | Peter Bonerz        | Seth Kurland                                                                  | 9. října 1997      | 9. března 1999    | 466603        |
| 77           | 4         | The One with the Ballroom Dancing       | Učitel tance                     | Gail Mancuso        | Ted Cohen a Andrew Reich                                                      | 16. října 1997     | 16. března 1999   | 466604        |
| 78           | 5         | The One with Joey's New Girlfriend      | Jak si Joey přivedl novou slečnu | Gail Mancuso        | Gregory S. Malins a Michael Curtis                                            | 30. října 1997     | 23. března 1999   | 466605        |
| 79           | 6         | The One with the Dirty Girl             | Nepořádnice                      | Shelley Jensen      | Shana Goldberg-Meehan a Scott Silveri                                         | 6. listopadu 1997  | 30. března 1999   | 466606        |
| 80           | 7         | The One Where Chandler Crosses the Line | Chandler překročil čáru          | Kevin S. Bright     | Adam Chase                                                                    | 13. listopadu 1997 | 6. dubna 1999     | 466607        |
| 81           | 8         | The One with Chandler in a Box          | Chandler v bedně                 | Peter Bonerz        | Michael Borkow                                                                | 20. listopadu 1997 | 13. dubna 1999    | 466608        |
| 82           | 9         | The One Where They're Going to Party!   | Na tahu                          | Peter Bonerz        | Ted Cohen a Andrew Reich                                                      | 11. prosince 1997  | 20. dubna 1999    | 466609        |
| 83           | 10        | The One with the Girl from Poughkeepsie | Když se dva hledají              | Gary Halvorson      | Scott Silveri                                                                 | 18. prosince 1997  | 27. dubna 1999    | 466612        |
| 84           | 11        | The One with Phoebe's Uterus            | Náhradní matka                   | David Steinberg     | Seth Kurland                                                                  | 8. ledna 1998      | 4. května 1999    | 466610        |
| 85           | 12        | The One with the Embryos                | Sázka do loterie                 | Kevin S. Bright     | Jill Condon a Amy Toomin                                                      | 15. ledna 1998     | 11. května 1999   | 466611        |
| 86           | 13        | The One with Rachel's Crush             | Rachel má nový objev             | Dana DeVally Piazza | Shana Goldberg-Meehan                                                         | 29. ledna 1998     | 18. května 1999   | 466613        |
| 87           | 14        | The One with Joey's Dirty Day           | Joey není ve své kůži            | Peter Bonerz        | Wil Calhoun                                                                   | 5. února 1998      | 25. května 1999   | 466614        |
| 88           | 15        | The One with All the Rugby              | Jak Ross hrál rugby              | James Burrows       | námět: Ted Cohen a Andrew Reich scénář: Wil Calhoun                           | 26. února 1998     | 1. června 1999    | 466617        |
| 89           | 16        | The One with the Fake Party             | Falešný večírek                  | Michael Lembeck     | námět: Alicia Sky Varinaitis scénář: Scott Silveri a Shana Goldberg-Meehan    | 19. března 1998    | 8. června 1999    | 466615        |
| 90           | 17        | The One with the Free Porn              | Bezplatné porno                  | Michael Lembeck     | námět: Mark Kunerth scénář: Richard Goodman                                   | 26. března 1998    | 15. června 1999   | 466616        |
| 91           | 18        | The One with Rachel's New Dress         | Rachel a její večerní šaty       | Gail Mancuso        | námět: Andrew Reich a Ted Cohen scénář: Jill Condon a Amy Toomin              | 2. dubna 1998      | 22. června 1999   | 466620        |
| 92           | 19        | The One with All the Haste              | Rychle, rychle                   | Kevin S. Bright     | Scott Silveri a Wil Calhoun                                                   | 9. dubna 1998      | 29. června 1999   | 466618        |
| 93           | 20        | The One with All the Wedding Dresses    | Troje svatební šaty              | Gail Mancuso        | Story: Adam Chase                                                             | 16. dubna 1998     | 6. července 1999  | 466621        |
| 94           | 21        | The One with the Invitation             | Pozvání na svatbu                | Peter Bonerz        | Seth Kurland                                                                  | 23. dubna 1998     | 13. července 1999 | 466619        |
| 95           | 22        | The One with the Worst Best Man Ever    | Kdo půjde za svědka              | Peter Bonerz        | námět: Seth Kurland scénář: Gregory S. Malins a Michael Curtis                | 30. dubna 1998     | 20. července 1999 | 466622        |
| 96           | 23        | The One with Ross's Wedding (Part 1)    | Rossova svatba (1. část)         | Kevin S. Bright     | Michael Borkow                                                                | 7. května 1998     | 27. července 1999 | 466623        |
| 97           | 24        | The One with Ross's Wedding (Part 2)    | Rossova svatba (2. část)         | Kevin S. Bright     | námět: Jill Condon a Amy Toomin scénář: Shana Goldberg-Meehan a Scott Silveri | 7. května 1998     | 3. srpna 1999     | 466624        |

### Pátá řada (1998–1999)
| Č. v seriálu | Č. v řadě | Původní název                               | Český název                    | Režie                | Scénář                                                          | Premiéra v USA     | Premiéra v ČR      | Produkční kód |
| ------------ | --------- | ------------------------------------------- | ------------------------------ | -------------------- | --------------------------------------------------------------- | ------------------ | ------------------ | ------------- |
| 98           | 1         | The One After Ross Says 'Rachel'            | Jak se Ross přeřekl            | Kevin S. Bright      | Seth Kurland                                                    | 24. září 1998      | 10. srpna 1999     | 467651        |
| 99           | 2         | The One with All the Kissing                | Jak se Chandler líbal          | Gary Halvorson       | Wil Calhoun                                                     | 1. října 1998      | 17. srpna 1999     | 467652        |
| 100          | 3         | The One Hundredth The One with the Triplets | Stoprvní                       | Kevin S. Bright      | David Crane a Marta Kauffman                                    | 8. října 1998      | 24. srpna 1999     | 467653        |
| 101          | 4         | The One Where Phoebe Hates PBS              | Phoebe a dobrý skutek          | Shelley Jensen       | Michael Curtis                                                  | 15. října 1998     | 31. srpna 1999     | 467654        |
| 102          | 5         | The One with the Kips                       | Někdo musí z kola ven          | Dana DeValley Piazza | Scott Silveri                                                   | 29. října 1998     | 7. září 1999       | 467655        |
| 103          | 6         | The One with the Yeti                       | Sněžný muž                     | Gary Halvorson       | Alexa Junge                                                     | 5. listopadu 1998  | 14. září 1999      | 467656        |
| 104          | 7         | The One Where Ross Moves In                 | Ross hledá byt                 | Gary Halvorson       | Gigi McCreery a Perry Rein                                      | 12. listopadu 1998 | 21. září 1999      | 467657        |
| 105          | 8         | The One with All the Thanksgivings          | Nejhorší Díkůvzdání            | Kevin S. Bright      | Gregory S. Malins                                               | 19. listopadu 1998 | 28. září 1999      | 467659        |
| 106          | 9         | The One with Ross's Sandwich                | Rossův sendvič                 | Gary Halvorson       | Ted Cohen a Andrew Reich                                        | 10. prosince 1998  | 5. října 1999      | 467658        |
| 107          | 10        | The One with the Inappropriate Sister       | Milující sestra                | Dana DeValley Piazza | Shana Goldberg-Meehan                                           | 17. prosince 1998  | 12. října 1999     | 467661        |
| 108          | 11        | The One with All the Resolutions            | Novoroční předsevzetí          | Joe Regalbuto        | námět: Brian Boyle scénář: Suzie Villandry                      | 7. ledna 1999      | 19. října 1999     | 467660        |
| 109          | 12        | The One with Chandler's Work Laugh          | Chandlerův pracovní smích      | Kevin S. Bright      | Alicia Sky Varinaitis                                           | 21. ledna 1999     | 26. října 1999     | 467663        |
| 110          | 13        | The One with Joey's Bag                     | Joeyho taška                   | Gail Mancuso         | námět: Michael Curtis scénář: Seth Kurland                      | 4. února 1999      | 2. listopadu 1999  | 467662        |
| 111          | 14        | The One Where Everybody Finds Out           | Všichni už všechno vědí        | Michael Lembeck      | Alexa Junge                                                     | 11. února 1999     | 9. listopadu 1999  | 467664        |
| 112          | 15        | The One with the Girl Who Hits Joey         | Joey a holka od rány           | Kevin S. Bright      | Adam Chase                                                      | 18. února 1999     | 16. listopadu 1999 | 467665        |
| 113          | 16        | The One with the Cop                        | Policejní odznak               | Andrew Tsao          | námět: Alicia Sky Varinaitis scénář: Gigi McCreery a Perry Rein | 25. února 1999     | 23. listopadu 1999 | 467666        |
| 114          | 17        | The One with Rachel's Inadvertent Kiss      | Rachel a nemístný polibek      | Shelley Jensen       | Andrew Reich a Ted Cohen                                        | 18. března 1999    | 30. listopadu 1999 | 467667        |
| 115          | 18        | The One Where Rachel Smokes                 | Rachel kouří                   | Todd Holland         | Michael Curtis                                                  | 8. dubna 1999      | 7. prosince 1999   | 467668        |
| 116          | 19        | The One Where Ross Can't Flirt              | Jak Ross zkoušel flirtovat     | Gail Mancuso         | Doty Abrams                                                     | 22. dubna 1999     | 14. prosince 1999  | 467669        |
| 117          | 20        | The One with the Ride-Along                 | Výjezd s poldou                | Gary Halvorson       | Shana Goldberg-Meehan a Seth Kurland                            | 29. dubna 1999     | 21. prosince 1999  | 467670        |
| 118          | 21        | The One with the Ball                       | Jak si házeli s míčem          | Gary Halvorson       | námět: Scott Silveri scénář: Gregory S. Malins                  | 6. května 1999     | 28. prosince 1999  | 467671        |
| 119          | 22        | The One with Joey's Big Break               | Joeyho velká šance             | Gary Halvorson       | námět: Shana Goldberg-Meehan scénář: Wil Calhoun                | 13. května 1999    | 4. ledna 2000      | 467672        |
| 120          | 23        | The One in Vegas (Part 1)                   | Stalo se v Las Vegas (1. část) | Kevin S. Bright      | Ted Cohen a Andrew Reich                                        | 20. května 1999    | 11. ledna 2000     | 467673        |
| 121          | 24        | The One in Vegas (Part 2)                   | Stalo se v Las Vegas (2. část) | Kevin S. Bright      | Gregory S. Malins a Scott Silveri                               | 20. května 1999    | 18. ledna 2000     | 467674        |

### Šestá řada (1999–2000)
| Č. v seriálu | Č. v řadě | Původní název                                | Český název                   | Režie           | Scénář                                                               | Premiéra v USA     | Premiéra v ČR     | Produkční kód |
| ------------ | --------- | -------------------------------------------- | ----------------------------- | --------------- | -------------------------------------------------------------------- | ------------------ | ----------------- | ------------- |
| 122          | 1         | The One After Vegas                          | Co bylo po Las Vegas          | Kevin S. Bright | Adam Chase                                                           | 23. září 1999      | 9. ledna 2001     | 225551        |
| 123          | 2         | The One Where Ross Hugs Rachel               | Jak Ross objal Rachel         | Gail Mancuso    | Shana Goldberg-Meehan                                                | 30. září 1999      | 16. ledna 2001    | 225552        |
| 124          | 3         | The One with Ross's Denial                   | Jak Ross zapíral              | Gary Halvorson  | Seth Kurland                                                         | 7. října 1999      | 23. ledna 2001    | 225553        |
| 125          | 4         | The One Where Joey Loses His Insurance       | Jak Joey neměl pojištění      | Gary Halvorson  | Andrew Reich a Ted Cohen                                             | 14. října 1999     | 30. ledna 2001    | 225554        |
| 126          | 5         | The One with Joey's Porsche                  | Joey a Porsche                | Gary Halvorson  | Perry Rein a Gigi McCreery                                           | 21. října 1999     | 6. února 2001     | 225555        |
| 127          | 6         | The One on the Last Night                    | Poslední večer                | David Schwimmer | Scott Silveri                                                        | 4. listopadu 1999  | 13. února 2001    | 225556        |
| 128          | 7         | The One Where Phoebe Runs                    | Phoebe běhá                   | Gary Halvorson  | Sherry Bilsing-Graham a Ellen Plummer                                | 11. listopadu 1999 | 20. února 2001    | 225557        |
| 129          | 8         | The One with Ross's Teeth                    | Rossův chrup                  | Gary Halvorson  | námět: Andrew Reich a Ted Cohen scénář: Perry Rein a Gigi McCreery   | 18. listopadu 1999 | 27. února 2001    | 225558        |
| 130          | 9         | The One Where Ross Got High                  | Hříchy Rossova mládí          | Kevin S. Bright | Gregory S. Malins                                                    | 25. listopadu 1999 | 6. března 2001    | 225559        |
| 131          | 10        | The One with the Routine                     | Taneční kreace                | Kevin S. Bright | Brian Boyle                                                          | 16. prosince 1999  | 13. března 2001   | 225561        |
| 132          | 11        | The One with the Apothecary Table            | Apatykářský stolek            | Kevin S. Bright | námět: Zachary Rosenblatt scénář: Brian Boyle                        | 6. ledna 2000      | 20. března 2001   | 225560        |
| 133          | 12        | The One with the Joke                        | Vtip                          | Gary Halvorson  | námět: Shana Goldberg-Meehan scénář: Andrew Reich a Ted Cohen        | 13. ledna 2000     | 27. března 2001   | 225562        |
| 134          | 13        | The One with Rachel's Sister                 | Rachel a její sestra          | Gary Halvorson  | námět: Seth Kurland scénář: Sherry Bilsing-Graham a Ellen Plummer    | 3. února 2000      | 3. dubna 2001     | 225563        |
| 135          | 14        | The One Where Chandler Can't Cry             | Jak Chandler nedokázal plakat | Kevin S. Bright | Andrew Reich a Ted Cohen                                             | 10. února 2000     | 10. dubna 2001    | 225564        |
| 136          | 15        | The One That Could Have Been (Part 1)        | Jak to mohlo být (1. část)    | Michael Lembeck | Gregory S. Malins a Adam Chase                                       | 17. února 2000     | 17. dubna 2001    | 225565        |
| 137          | 16        | The One That Could Have Been (Part 2)        | Jak to mohlo být (2. část)    | Michael Lembeck | David Crane a Marta Kauffman                                         | 17. února 2000     | 24. dubna 2001    | 225566        |
| 138          | 17        | The One with Unagi The One with the Mix Tape | Síla unagi                    | Gary Halvorson  | námět: Zachary Rosenblatt scénář: Adam Chase                         | 24. února 2000     | 15. května 2001   | 225568        |
| 139          | 18        | The One Where Ross Dates a Student           | Jak Ross chodil se studentkou | Gary Halvorson  | Seth Kurland                                                         | 9. března 2000     | 22. května 2001   | 225567        |
| 140          | 19        | The One with Joey's Fridge                   | Joeyho lednička               | Ben Weiss       | námět: Seth Kurland scénář: Gigi McCreery a Perry Rein               | 23. března 2000    | 29. května 2001   | 225569        |
| 141          | 20        | The One with Mac and C.H.E.E.S.E.            | Mac a C.H.E.E.S.E.            | Kevin S. Bright | Doty Abrams                                                          | 13. dubna 2000     | 5. června 2001    | 225575        |
| 142          | 21        | The One Where Ross Meets Elizabeth's Dad     | Ross a Elizabethin otec       | Michael Lembeck | námět: David J. Lagana scénář: Scott Silveri                         | 27. dubna 2000     | 12. června 2001   | 225570        |
| 143          | 22        | The One Where Paul's the Man                 | Paul je chlap                 | Gary Halvorson  | námět: Brian Caldirola scénář: Sherry Bilsing-Graham a Ellen Plummer | 4. května 2000     | 19. června 2001   | 225571        |
| 144          | 23        | The One with the Ring                        | Prsten                        | Gary Halvorson  | Ted Cohen a Andrew Reich                                             | 11. května 2000    | 26. června 2001   | 225572        |
| 145          | 24        | The One with the Proposal (Part 1)           | Nabídka k sňatku (1. část)    | Kevin S. Bright | Shana Goldberg-Meehan a Scott Silveri                                | 18. května 2000    | 3. července 2001  | 225573        |
| 146          | 25        | The One with the Proposal (Part 2)           | Nabídka k sňatku (2. část)    | Kevin S. Bright | Andrew Reich a Ted Cohen                                             | 18. května 2000    | 10. července 2001 | 225574        |

### Sedmá řada (2000–2001)
| Č. v seriálu | Č. v řadě | Původní název                                       | Český název                    | Režie                            | Scénář                                                                        | Premiéra v USA     | Premiéra v ČR      | Produkční kód |
| ------------ | --------- | --------------------------------------------------- | ------------------------------ | -------------------------------- | ----------------------------------------------------------------------------- | ------------------ | ------------------ | ------------- |
| 147          | 1         | The One with Monica's Thunder                       | Moničin rybník                 | Kevin S. Bright                  | námět: Wil Calhoun scénář: David Crane a Marta Kauffman                       | 12. října 2000     | 17. července 2001  | 226401        |
| 148          | 2         | The One with Rachel's Book                          | Kniha pod polštářem            | Michael Lembeck                  | Andrew Reich a Ted Cohen                                                      | 12. října 2000     | 24. července 2001  | 226402        |
| 149          | 3         | The One with Phoebe's Cookies                       | Rodinný recept                 | Gary Halvorson                   | Sherry Bilsing a Ellen Plummer                                                | 19. října 2000     | 31. července 2001  | 226405        |
| 150          | 4         | The One with Rachel's Assistant                     | Rachel má asistenta            | David Schwimmer                  | Brian Boyle                                                                   | 26. října 2000     | 7. srpna 2001      | 226403        |
| 151          | 5         | The One with the Engagement Picture                 | Zásnubní fotografie            | Gary Halvorson                   | námět: Earl Davis scénář: Patty Lin                                           | 2. listopadu 2000  | 14. srpna 2001     | 226404        |
| 152          | 6         | The One with the Nap Partners                       | Jen si tak trochu zdřímnout    | Gary Halvorson                   | Brian Buckner a Sebastian Jones                                               | 9. listopadu 2000  | 21. srpna 2001     | 226406        |
| 153          | 7         | The One with Ross's Library Book                    | Rossova kniha                  | David Schwimmer                  | Scott Silveri                                                                 | 16. listopadu 2000 | 28. srpna 2001     | 226410        |
| 154          | 8         | The One Where Chandler Doesn't Like Dogs            | Jak Chandler neměl rád psy     | Kevin S. Bright                  | Patty Lin                                                                     | 23. listopadu 2000 | 4. září 2001       | 226407        |
| 155          | 9         | The One with All the Candy                          | Jak Monica pekla cukroví       | David Schwimmer                  | Will Calhoun                                                                  | 7. prosince 2000   | 18. září 2001      | 226408        |
| 156          | 10        | The One with the Holiday Armadillo                  | Vánoční pásovec                | Gary Halvorson                   | Gregory S. Malins                                                             | 14. prosince 2000  | 25. září 2001      | 226409        |
| 157          | 11        | The One with All the Cheesecakes                    | Tvarohové dorty                | Gary Halvorson                   | Shana Goldberg-Meehan                                                         | 4. ledna 2001      | 2. října 2001      | 226412        |
| 158          | 12        | The One Where They're Up All Night                  | Jak byli všichni dlouho vzhůru | Kevin S. Bright                  | Zachary Rosenblatt                                                            | 11. ledna 2001     | 9. října 2001      | 226413        |
| 159          | 13        | The One Where Rosita Dies                           | Smrt Rosity                    | Stephen Prime                    | námět: Ellen Plummer a Sherry Bilsing scénář: Brian Buckner a Sebastian Jones | 1. února 2001      | 16. října 2001     | 226415        |
| 160          | 14        | The One Where They All Turn Thirty                  | Třicáté narozeniny             | Ben Weiss                        | námět: Vanessa McCarthy scénář: Ellen Plummer a Sherry Bilsing                | 8. února 2001      | 23. října 2001     | 226411        |
| 161          | 15        | The One with Joey's New Brain                       | Joeyho nový mozek              | Kevin S. Bright                  | námět: Sherry Bilsing a Ellen Plummer scénář: Andrew Reich a Ted Cohen        | 15. února 2001     | 30. října 2001     | 226416        |
| 162          | 16        | The One with the Truth About London                 | Pravda o Londýně               | David Schwimmer                  | námět: Brian Buckner a Sebastian Jones scénář: Zachary Rosenblatt             | 22. února 2001     | 6. listopadu 2001  | 226417        |
| 163          | 17        | The One with the Cheap Wedding Dress                | Svatební šaty                  | Kevin S. Bright                  | námět: Brian Buckner a Sebastian Jones scénář: Andrew Reich a Ted Cohen       | 15. března 2001    | 13. listopadu 2001 | 226414        |
| 164          | 18        | The One with Joey's Award                           | Cena pro Joeyho                | Gary Halvorson                   | námět: Sherry Bilsing a Ellen Plummer scénář: Brian Boyle                     | 29. března 2001    | 20. listopadu 2001 | 226418        |
| 165          | 19        | The One with Ross and Monica's Cousin               | Sestřenice                     | Gary Halvorson                   | Andrew Reich a Ted Cohen                                                      | 19. dubna 2001     | 27. listopadu 2001 | 226421        |
| 166          | 20        | The One with Rachel's Big Kiss                      | Jak se Rachel líbala           | Gary Halvorson                   | Scott Silveri a Shana Goldberg-Meehan                                         | 26. dubna 2001     | 4. prosince 2001   | 226419        |
| 167          | 21        | The One with the Vows                               | Manželský slib                 | Gary Halvorson                   | Doty Abrams                                                                   | 3. května 2001     | 11. prosince 2001  | 226424        |
| 168          | 22        | The One with Chandler's Dad                         | Chandlerův táta                | Kevin S. Bright a Gary Halvorson | námět: Gregory S. Malins scénář: Brian Buckner a Sebastian Jones              | 10. května 2001    | 18. prosince 2001  | 226420        |
| 169          | 23        | The One with Monica and Chandler's Wedding (Part 1) | Svatba (1. část)               | Kevin S. Bright                  | Gregory S. Malins                                                             | 17. května 2001    | 8. ledna 2002      | 226422        |
| 170          | 24        | The One with Monica and Chandler's Wedding (Part 2) | Svatba (2. část)               | Kevin S. Bright                  | Marta Kauffman a David Crane                                                  | 17. května 2001    | 15. ledna 2002     | 226423        |

### Osmá řada (2001–2002)
| Č. v seriálu | Č. v řadě | Původní název                            | Český název                 | Režie           | Scénář                                                           | Premiéra v USA     | Premiéra v ČR   | Produkční kód |
| ------------ | --------- | ---------------------------------------- | --------------------------- | --------------- | ---------------------------------------------------------------- | ------------------ | --------------- | ------------- |
| 171          | 1         | The One After 'I Do'                     | Po svatbě                   | Kevin S. Bright | David Crane a Marta Kauffman                                     | 27. září 2001      | 7. ledna 2003   | 227401        |
| 172          | 2         | The One with the Red Sweater             | Červený svetr               | David Schwimmer | Dana Klein Borkow                                                | 4. října 2001      | 14. ledna 2003  | 227402        |
| 173          | 3         | The One Where Rachel Tells Ross          | Jak to Rachel řekla         | Sheldon Epps    | Sherry Bilsing a Ellen Plummer                                   | 11. října 2001     | 21. ledna 2003  | 227403        |
| 174          | 4         | The One with the Videotape               | Videokazeta                 | Kevin S. Bright | Scott Silveri                                                    | 18. října 2001     | 28. ledna 2003  | 227406        |
| 175          | 5         | The One with Rachel's Date               | Rachel má rande             | Gary Halvorson  | Brian Buckner a Sebastian Jones                                  | 25. října 2001     | 4. února 2003   | 227404        |
| 176          | 6         | The One with the Halloween Party         | Halloween                   | Gary Halvorson  | Mark Kunerth                                                     | 1. listopadu 2001  | 11. února 2003  | 227405        |
| 177          | 7         | The One with the Stain                   | Flek                        | Kevin S. Bright | R. Lee Fleming Jr.                                               | 8. listopadu 2001  | 18. února 2003  | 227407        |
| 178          | 8         | The One with the Stripper                | Striptýz                    | David Schwimmer | Andrew Reich a Ted Cohen                                         | 15. listopadu 2001 | 25. února 2003  | 227408        |
| 179          | 9         | The One with the Rumor                   | Pomluvy                     | Gary Halvorson  | Shana Goldberg-Meehan                                            | 22. listopadu 2001 | 4. března 2003  | 227410        |
| 180          | 10        | The One with Monica's Boots              | Moničiny kozačky            | Kevin S. Bright | námět: Robert Carlock scénář: Brian Buckner a Sebastian Jones    | 6. prosince 2001   | 11. března 2003 | 227409        |
| 181          | 11        | The One with Ross's Step Forward         | Jak Ross pokročil           | Gary Halvorson  | Robert Carlock                                                   | 13. prosince 2001  | 18. března 2003 | 227411        |
| 182          | 12        | The One Where Joey Dates Rachel          | Jak Joey randil s Rachel    | David Schwimmer | Sherry Bilsing-Graham a Ellen Plummer                            | 10. ledna 2002     | 25. března 2003 | 227412        |
| 183          | 13        | The One Where Chandler Takes a Bath      | Jak se Chandler koupal      | Ben Weiss       | Vanessa McCarthy                                                 | 17. ledna 2002     | 1. dubna 2003   | 227413        |
| 184          | 14        | The One with the Secret Closet           | Tajemná komora              | Kevin S. Bright | Brian Buckner a Sebastian Jones                                  | 31. ledna 2002     | 8. dubna 2003   | 227414        |
| 185          | 15        | The One with the Birthing Video          | Porod na videu              | Kevin S. Bright | Dana Klein Borkow                                                | 7. února 2002      | 15. dubna 2003  | 227415        |
| 186          | 16        | The One Where Joey Tells Rachel          | Jak to Joey řekl Rachel     | Ben Weiss       | Andrew Reich a Ted Cohen                                         | 28. února 2002     | 22. dubna 2003  | 227416        |
| 187          | 17        | The One with the Tea Leaves              | Čajové lístky               | Gary Halvorson  | námět: R. Lee Fleming Jr. scénář: Steven Rosenhaus               | 7. března 2002     | 29. dubna 2003  | 227417        |
| 188          | 18        | The One in Massapequa                    | Chlap s chutí do života     | Gary Halvorson  | námět: Peter Tibbals scénář: Mark Kunerth                        | 28. března 2002    | 6. května 2003  | 227418        |
| 189          | 19        | The One with Joey's Interview            | Joeyho rozhovor             | Gary Halvorson  | Doty Abrams                                                      | 4. dubna 2002      | 13. května 2003 | 227424        |
| 190          | 20        | The One with the Baby Shower             | Výbavička                   | Kevin S. Bright | Sherry Bilsing-Graham a Ellen Plummer                            | 25. dubna 2002     | 20. května 2003 | 227421        |
| 191          | 21        | The One with the Cooking Class           | Kurz vaření                 | Gary Halvorson  | námět: Dana Klein Borkow scénář: Brian Buckner a Sebastian Jones | 2. května 2002     | 27. května 2003 | 227419        |
| 192          | 22        | The One Where Rachel is Late             | Jak Rachel přenášela        | Gary Halvorson  | Shana Goldberg-Meehan                                            | 9. května 2002     | 3. června 2003  | 227420        |
| 193          | 23        | The One Where Rachel Has a Baby (Part 1) | Jak Rachel rodila (1. část) | Kevin S. Bright | Scott Silveri                                                    | 16. května 2002    | 10. června 2003 | 227422        |
| 194          | 24        | The One Where Rachel Has a Baby (Part 2) | Jak Rachel rodila (2. část) | Kevin S. Bright | Marta Kauffman a David Crane                                     | 16. května 2002    | 17. června 2003 | 227423        |

### Devátá řada (2002–2003)
| Č. v seriálu | Č. v řadě | Původní název                          | Český název                     | Režie              | Scénář                                                                               | Premiéra v USA     | Premiéra v ČR      | Produkční kód |
| ------------ | --------- | -------------------------------------- | ------------------------------- | ------------------ | ------------------------------------------------------------------------------------ | ------------------ | ------------------ | ------------- |
| 195          | 1         | The One Where No One Proposes          | Jak nikdo nežádal o ruku        | Kevin S. Bright    | Sherry Bilsing-Graham a Ellen Plummer                                                | 26. září 2002      | 9. září 2003       | 175251        |
| 196          | 2         | The One Where Emma Cries               | Jak Emma plakala                | Sheldon Epps       | Dana Klein Borkow                                                                    | 3. října 2002      | 16. září 2003      | 175252        |
| 197          | 3         | The One with the Pediatrician          | Dětský lékař                    | Roger Christiansen | Brian Buckner a Sebastian Jones                                                      | 10. října 2002     | 23. září 2003      | 175254        |
| 198          | 4         | The One with the Sharks                | Žraloci                         | Ben Weiss          | Andrew Reich a Ted Cohen                                                             | 17. října 2002     | 30. září 2003      | 175253        |
| 199          | 5         | The One with Phoebe's Birthday Dinner  | Jak Phoebe slavila narozeniny   | David Schwimmer    | Scott Silveri                                                                        | 31. října 2002     | 7. října 2003      | 175255        |
| 200          | 6         | The One with the Male Nanny            | Mužská chůva                    | Kevin S. Bright    | David Crane a Marta Kauffman                                                         | 7. listopadu 2002  | 14. října 2003     | 175256        |
| 201          | 7         | The One with Ross's Inappropriate Song | Jak Ross zpíval neslušnou píseň | Gary Halvorson     | Robert Carlock                                                                       | 14. listopadu 2002 | 21. října 2003     | 175257        |
| 202          | 8         | The One with Rachel's Other Sister     | Rachel a její druhá sestra      | Kevin S. Bright    | Shana Goldberg-Meehan                                                                | 21. listopadu 2002 | 4. listopadu 2003  | 175258        |
| 203          | 9         | The One with Rachel's Phone Number     | Jak Rachel dala svůj telefon    | Ben Weiss          | Mark Kunerth                                                                         | 5. prosince 2002   | 11. listopadu 2003 | 175259        |
| 204          | 10        | The One with Christmas in Tulsa        | Vánoce v Tulse                  | Kevin S. Bright    | Doty Abrams                                                                          | 12. prosince 2002  | 18. listopadu 2003 | 175260        |
| 205          | 11        | The One Where Rachel Goes Back to Work | Jak se Rachel vrátila do práce  | Gary Halvorson     | námět: Judd Rubin scénář: Peter Tibbals                                              | 9. ledna 2003      | 25. listopadu 2003 | 175261        |
| 206          | 12        | The One with Phoebe's Rats             | Phoebe a její krysy             | Ben Weiss          | námět: Dana Klein Borkow scénář: Brian Buckner a Sebastian Jones                     | 16. ledna 2003     | 2. prosince 2003   | 175262        |
| 207          | 13        | The One Where Monica Sings             | Jak Monica zpívala              | Gary Halvorson     | námět: Sherry Bilsing-Graham a Ellen Plummer scénář: Steven Rosenhaus                | 30. ledna 2003     | 9. prosince 2003   | 175263        |
| 208          | 14        | The One with the Blind Dates           | Schůzka naslepo                 | Gary Halvorson     | Sherry Bilsing-Graham a Ellen Plummer                                                | 6. února 2003      | 16. prosince 2003  | 175265        |
| 209          | 15        | The One with the Mugging               | Přepadení                       | Gary Halvorson     | Peter Tibbals                                                                        | 13. února 2003     | 23. prosince 2003  | 175264        |
| 210          | 16        | The One with the Boob Job              | Plastika                        | Gary Halvorson     | Mark Kunerth                                                                         | 20. února 2003     | 30. prosince 2003  | 175266        |
| 211          | 17        | The One with the Memorial Service      | Smuteční slavnost               | Gary Halvorson     | námět: Robert Carlock scénář: Brian Buckner a Sebastian Jones                        | 13. března 2003    | 6. ledna 2004      | 175267        |
| 212          | 18        | The One with the Lottery               | Loterie                         | Gary Halvorson     | námět: Brian Buckner a Sebastian Jones scénář: Sherry Bilsing-Graham a Ellen Plummer | 3. dubna 2003      | 13. ledna 2004     | 175268        |
| 213          | 19        | The One with Rachel's Dream            | Jak Rachel snila                | Terry Hughes       | námět: Dana Klein Borkow scénář: Mark Kunerth                                        | 17. dubna 2003     | 20. ledna 2004     | 175269        |
| 214          | 20        | The One with the Soap Opera Party      | Seriálový večírek               | Sheldon Epps       | námět: Shana Goldberg-Meehan scénář: Andrew Reich a Ted Cohen                        | 24. dubna 2003     | 27. ledna 2004     | 175270        |
| 215          | 21        | The One with the Fertility Test        | Test plodnosti                  | Gary Halvorson     | námět: Scott Silveri scénář: Robert Carlock                                          | 1. května 2003     | 3. února 2004      | 175271        |
| 216          | 22        | The One with the Donor                 | Dárce                           | Ben Weiss          | Andrew Reich a Ted Cohen                                                             | 8. května 2003     | 10. února 2004     | 175272        |
| 217          | 23        | The One in Barbados (Part 1)           | Na Barbadosu (1. část)          | Kevin S. Bright    | Shana Goldberg-Meehan a Scott Silveri                                                | 15. května 2003    | 17. února 2004     | 175273        |
| 218          | 24        | The One in Barbados (Part 2)           | Na Barbadosu (2. část)          | Kevin S. Bright    | Marta Kauffman a David Crane                                                         | 15. května 2003    | 24. února 2004     | 175274        |

### Desátá řada (2003–2004)
| Č. v seriálu | Č. v řadě | Původní název                          | Český název                                     | Režie              | Scénář                                                   | Premiéra v USA     | Premiéra v ČR      | Produkční kód |
| ------------ | --------- | -------------------------------------- | ----------------------------------------------- | ------------------ | -------------------------------------------------------- | ------------------ | ------------------ | ------------- |
| 219          | 1         | The One After Joey and Rachel Kiss     | Když si Joey a Rachel dali pusu                 | Kevin S. Bright    | Andrew Reich a Ted Cohen                                 | 25. září 2003      | 8. září 2004       | 176251        |
| 220          | 2         | The One Where Ross Is Fine             | Jak byl Ross v pohodě                           | Ben Weiss          | Sherry Bilsing-Graham a Ellen Plummer                    | 2. října 2003      | 15. září 2004      | 176252        |
| 221          | 3         | The One with Ross's Tan                | Jak Ross chtěl být opálený                      | Gary Halvorson     | Brian Buckner                                            | 9. října 2003      | 22. září 2004      | 176253        |
| 222          | 4         | The One with the Cake                  | Dort                                            | Gary Halvorson     | Robert Carlock                                           | 23. října 2003     | 29. září 2004      | 176254        |
| 223          | 5         | The One Where Rachel's Sister Babysits | Jak Amy hlídala Emmu                            | Roger Christiansen | Dana Klein Borkow                                        | 30. října 2003     | 6. října 2004      | 176255        |
| 224          | 6         | The One with Ross's Grant              | Rossův grant                                    | Ben Weiss          | Sebastian Jones                                          | 6. listopadu 2003  | 13. října 2004     | 176256        |
| 225          | 7         | The One with the Home Study            | Prohlídka bytu                                  | Kevin S. Bright    | Mark Kunerth                                             | 13. listopadu 2003 | 20. října 2004     | 176257        |
| 226          | 8         | The One with the Late Thanksgiving     | Jak přišli pozdě na Díkuvzdání                  | Gary Halvorson     | Shana Goldberg-Meehan                                    | 20. listopadu 2003 | 27. října 2004     | 176259        |
| 227          | 9         | The One with the Birth Mother          | Náhradní matka                                  | David Schwimmer    | Scott Silveri                                            | 8. ledna 2004      | 3. listopadu 2004  | 176258        |
| 228          | 10        | The One Where Chandler Gets Caught     | Jak Chandlera přistihli                         | Gary Halvorson     | Doty Abrams                                              | 15. ledna 2004     | 10. listopadu 2004 | 176268        |
| 229          | 11        | The One Where the Stripper Cries       | Jak striptér plakal                             | Kevin S. Bright    | David Crane a Marta Kauffman                             | 5. února 2004      | 24. listopadu 2004 | 176260        |
| 230          | 12        | The One with Phoebe's Wedding          | Jak se Phoebe vdávala                           | Kevin S. Bright    | Robert Carlock a Dana Klein Borkow                       | 12. února 2004     | 1. prosince 2004   | 176262        |
| 231          | 13        | The One Where Joey Speaks French       | Jak Joey mluvil francouzsky                     | Gary Halvorson     | Sherry Bilsing-Graham a Ellen Plummer                    | 19. února 2004     | 8. prosince 2004   | 176261        |
| 232          | 14        | The One with Princess Consuela         | Princezna Consuela                              | Gary Halvorson     | námět: Robert Carlock scénář: Tracy Reilly               | 26. února 2004     | 15. prosince 2004  | 176263        |
| 233          | 15        | The One Where Estelle Dies             | Když Estelle zemřela                            | Gary Halvorson     | námět: Mark Kunerth scénář: David Crane a Marta Kauffman | 22. dubna 2004     | 22. prosince 2004  | 176264        |
| 234          | 16        | The One with Rachel's Going Away Party | Večírek na rozloučenou                          | Gary Halvorson     | Andrew Reich a Ted Cohen                                 | 29. dubna 2004     | 28. prosince 2004  | 176265        |
| 235          | 17        | The Last One (Part 1)                  | Poslední epizoda (1. část) Předposlední epizoda | Kevin S. Bright    | Marta Kauffman a David Crane                             | 6. května 2004     | 29. prosince 2004  | 176266        |
| 236          | 18        | The Last One (Part 2)                  | Poslední epizoda (2. část) Poslední epizoda     | Kevin S. Bright    | Marta Kauffman a David Crane                             | 6. května 2004     | 29. prosince 2004  | 176267        |